# Kloster Lilienthal
Das Kloster Lilienthal bzw. St. Maria im Tal der Lilien war vom 13. bis 17. Jahrhundert ein Zisterzienserinnenkloster in der niedersächsischen Gemeinde Lilienthal bei Bremen.
Das Gebäude steht unter Denkmalschutz (siehe auch Liste der Baudenkmale in Lilienthal).

## Geschichte
Die Gründung des Klosters Sancta Maria in Valle Liliorum (‚St. Maria im Tal der Lilien‘) geht auf den Bremer Erzbischof Gerhard II. zurück. Anlass soll der Tod seines Bruders Hermann zur Lippe gewesen sein, der im Kampf gegen die Stedinger im Jahr 1229 gefallen war.

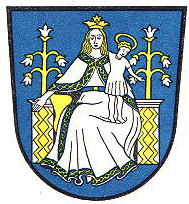

Der Grundstein zum Altar einer ersten hölzernen Kirche wurde am Tag Mariä Verkündigung, dem 25. März, im Jahr 1230 gelegt. 1231 kamen die ersten vier Nonnen aus dem Kloster Walberberg nach Bremen und bereiteten den Aufbau des Klosters unter zunächst sehr widrigen Bedingungen vor. Die Gründungsurkunde stellte Gerhard II. am 25. März 1232 aus, dieser Tag gilt heute auch als Geburtsstunde Lilienthals. Maria mit dem Kind und die Lilien (als Mariensymbol) erscheinen bis heute im Wappen des Ortes.
Zwischen 1250 und 1262 wurde die hölzerne Klosterkirche durch einen Bau aus Stein am heutigen Standort ersetzt und durch Erzbischof Hildebold geweiht. Das Gelände gehörte damals noch zur Gemeinde Borgfeld und ging durch Kauf und Schenkung in den Besitz des Klosters über. In der Folge entstanden verschiedene Bauten und Wirtschaftsbetriebe im Umfeld des Klosters. Darüber hinaus wurde der Verlauf der Wörpe – die ursprünglich die Truper Blänken durchfloss – in ihr heutiges Flussbett umgeleitet, um eine Mühle zu betreiben.
Während des 14. und 15. Jahrhunderts wuchs der Grundbesitz und Einfluss des Klosters stetig an, zeitweilig waren über 80 Dörfer in der Weser-Elbe-Region den Zisterzienserinnen zinspflichtig. Im Zuge der Reformation traten die Nonnen im Jahr 1552 dann zur lutherischen Lehre über. Das Kloster verlor an Bedeutung, bis es 1646 unter schwedischer Oberherrschaft schließlich aufgelöst wurde. Die Klosteranlage wurde abgebrochen. Nur die ehemalige Klosterkirche blieb bestehen.
Das Wohnhaus Hauptstraße 63 wurde 1791 als Hofhaus des Klosters gebaut und 1806 an den Oberamtmann, Justizrat und Astronom Johann Hieronymus Schroeter verkauft. Es ist heute die Stiftung Amtmann-Schroeter-Haus für soziale Dienste und Seniorenberatung.

## Klosterkirche

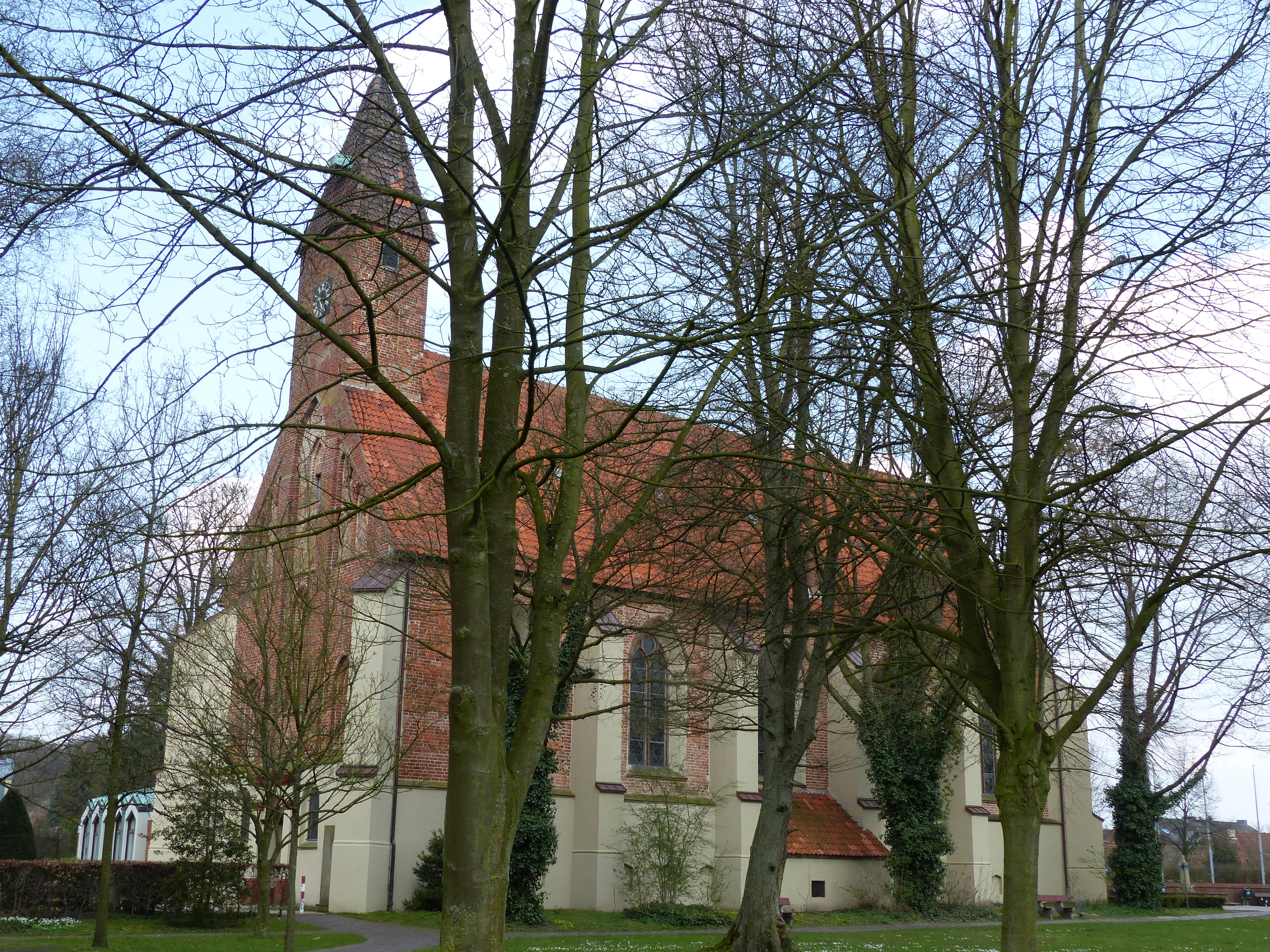
Klosterkirche von Südwesten

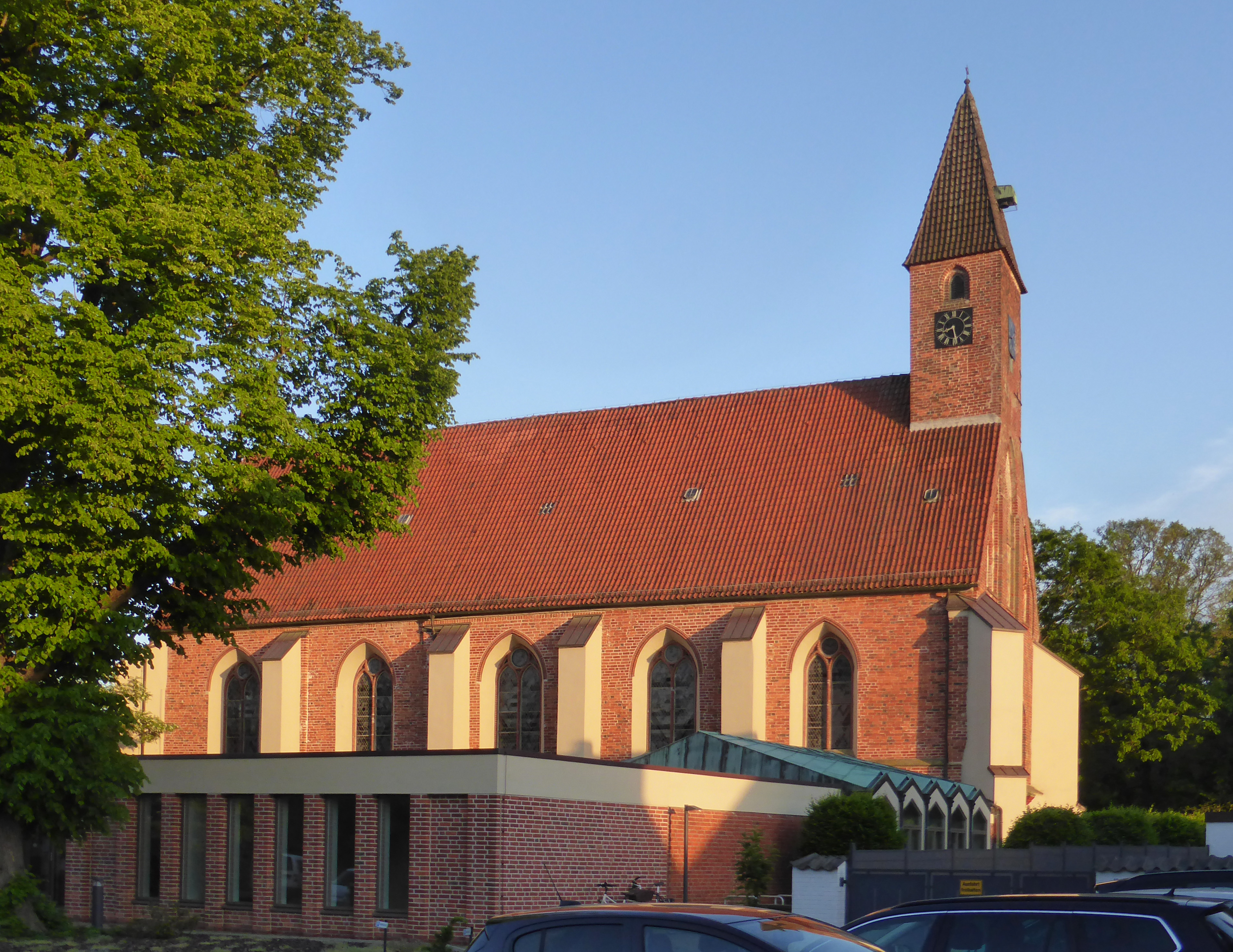
Klosterkirche von Nordwesten

Trotz baulicher Veränderungen im Laufe der Jahrhunderte ist die ehemalige Kirche des Klosters bis heute im Zentrum von Lilienthal als evangelische Pfarrkirche erhalten. Größere Umbauten gab es 1738 und im 20. Jahrhundert.
Es handelt sich um eine einschiffige Saalkirche aus Backstein mit einem steilen Giebel. Die Längswände haben in halber Höhe Rücksprünge; darauf waren ursprünglich flache Lisenen. Der Unterteil der Westfassade wurde im Barock verändert. Die Mauerbögen im unteren Teil der Nordwand stammen wohl vom einstigen Kreuzgang. Den geraden Ostgiebel zieren die im Original erhaltenen gotischen Arkadenverblendungen; die Strebepfeiler wurden nachträglich angefügt. Alle Fenster wurden im 19. Jahrhundert vergrößert und mit Maßwerk ausgestattet. Auch das große gotische Spitzbogenfenster in der Ostfassade stammt in dieser Form aus dem 19. Jahrhundert.
Der Dachreiter auf dem Satteldach ist im Wesentlichen im Original erhalten.
Der Innenraum ist in fünf querrechteckige Joche geteilt, als busige Kreuzgewölbe aus dem 15. Jahrhundert. Die ornamentalen Ausmalungen erfolgten in frühgotischen Formen, wobei die Formen auf den spätgotischen Gewölben wohl eine neue Interpretation von 1953 sind. 1976 wurden Reste wertvoller Wandgemälde mit biblischen Themen freigelegt. An der Nordwand befindet sich ein qualitätvolles Steinrelief mit einer Sitzmadonna mit dem stehenden Jesuskind aus den Jahren um 1400. Das Motiv kehrt seitenverkehrt im Gemeindewappen wieder. Im Chor steht der barocke Kanzelaltar von 1738. Hinter dem Chor zeigt ein Grabstein von 1385 als Ritzzeichnung die Äbtissin Gertrud Scheene.
Die Orgel wurde 1884 von dem Orgelbauer Johann Hinrich Röver erbaut. Sie ist eine der größten Instrumente, die Röver errichtet hat. Das Kastenladen-Instrument hat 27 Register auf zwei Manualwerken und Pedal. Die Spieltrakturen sind mechanisch, die Registertrakturen sind pneumatisch.
| I Hauptwerk C–f3 |               |        |
| 1.               | Bordun        | 16′    |
| 2.               | Prinzipal     | 08′    |
| 3.               | Gambe         | 08′    |
| 4.               | Hohlflöte     | 08′    |
| 5.               | Gedackt       | 08′    |
| 6.               | Oktave        | 04′    |
| 7.               | Flachflöte    | 04′    |
| 8.               | Quinte 0      | 02 ⁄3′ |
| 9.               | Oktave        | 02′    |
| 10.              | Cornett III 0 | 08′    |
| 11.              | Mixur II      | 02′    |
| 12.              | Trompete      | 08′    |

| II Oberwerk C–f3 |                  |     |        |
| 13.              | Lieblich Gedackt | 16′ |        |
| 14.              | Flauto Traverso  | 08′ |        |
| 15.              | Geigenprinzipal  | 08′ |        |
| 16.              | Fugara           | 04′ |        |
| 17.              | Waldflöte        | 02′ |        |
| 18.              | Clarinette       | 08′ | (2005) |
|                  | schwellbar       |     |        |
| 19.              | Lieblich Gedackt | 08′ |        |
| 20.              | Salicional       | 08′ |        |
| 21.              | Flauto Amabile   | 04′ |        |

| Pedal C–d1 |             |     |
| 22.        | Prinzipal   | 16′ |
| 23.        | Violon      | 16′ |
| 24.        | Subbass     | 16′ |
| 25.        | Oktavbass   | 08′ |
| 26.        | Gedacktbass | 08′ |
| 27.        | Posaune     | 16′ |

- Koppeln: II/I, I/P

Eines der wohl ältesten Ausstattungsstücke der Kirche hängt im Dachreiter: Ein besonders klangschönes Exemplar einer Glocke, welche um 1300 in der sog. „Übergangsform“ vom „Zuckerhut“ zur gotischen Rippe gegossen wurde. An ihrer Seite hängt eine Glocke von 1957.